# Weejasperaspididae
Die Weejasperaspididae sind eine Familie ausgestorbener Panzerfische (Placodermi), die im Unterdevon vor 393 bis 407 Millionen Jahren in den Riffen vor der Küste des damaligen Südkontinents Gondwana lebte und deren Fossilien heute in Kalksteinformationen in New South Wales (Australien) gefunden werden können.

## Beschreibung
Die Weejasperaspididae sind durch mittlere Rückenplatten mit markanten, klingenartigen Kämmen im median-hinteren Teil und verknöcherten Augenkapseln bekannt.

## Evolutionäre Beziehungen
Die Weejasperaspididae sind eine von drei Familien, die zur Gruppe der Acanthothoraci innerhalb der Panzerfische zusammengefasst wurden. Neben den Weejasperaspididae sind das die Palaeacanthaspidae und die Hagiangellidae. Palaeacanthaspidae und Hagianellidae teilen jedoch viele Merkmale mit anderen Gruppen der Panzerfische und werden daher vielfach als paraphyletisch angesehen. Die Weejasperaspididae gelten jedoch als monophyletisch und können als basale Familie der Panzerfische angesehen werden.
Die Hauptgründe dafür, dass die Weejasperaspididae im Gegensatz zu den Palaeacanthaspidae nicht als eng mit anderen Panzerfischen verwandt gelten, liegen darin, dass ihre Schädelanatomie und Plattenhistologie keine Ähnlichkeiten mit einer bestimmten Gruppe aufweisen und dass die Ornamentmuster auf ihren Hautplatten einzigartig für diese Familie sind.
Der Panzerfisch Brindabellaspis stensioi wurde einst aufgrund der Ähnlichkeiten zwischen seinen Hautplatten und denen anderer Arten der Weejasperaspididae als Mitglied dieser Familie angesehen. Er unterschied sich jedoch von allen anderen Panzerfischen durch seine lange, spitze Schnauze. Der französische Paläontologe Phillipe Janvier ordnete B. stensioi aufgrund weiterer abweichender Merkmale wie die innere Anatomie der Gehirnschale einer eigenen Ordnung zu, den Brindabellaspida.

## Systematik und Taxonomie
Errol I. White von der University of Reading beschrieb 1978 die Art Weejasperaspis gavini anhand von Teilen mehrerer fossiler Exemplare, die im Gebiet von Wee Jasper in der Nähe des Burrinjuck-Damms und am Murrumbigdee River, rund 56 Kilometer nordwestlich der australischen Hauptstadt Canberra , gefunden worden waren. Eine große Rückenplatte der Art wurde von Gavin Young vom Bureau of Mineral Resources, Geology and Geophysics entdeckt, dem zu Ehren der Artname gavini vergeben wurde.